# Cochranella oyampiensis
Cochranella oyampiensis là một loài ếch Nam Mỹ trong họ ếc thủy tinh Centrolenidae.

## Footnotes
1. ↑  Guayasamin et al. (2008)